# S/2003 J4
S/2003 J 4 is een maan van Jupiter die is ontdekt door Scott S. Sheppard et al. De maan is ongeveer 2 kilometer in doorsnede en draait om Jupiter met een baanstraal van 23,929 Gm in 755,25 dagen.